# Tayyibxah
Tayyibxah o Taib Xah fou un emir fadlawàyhida que va governar al Luristan del gener o febrer de 1266 fins al 1282. Va deposar el seu germà Nusrat al-Din Ibrahim al que va succeir. Va restar subjecte de la dinastia il-kànida de Pèrsia a la que no va gosar desafiar, i va tenir un regnat llarg a diferència dels tres anteriors, breus i agitats.
Finalment van sorgir problemes amb els Il-kan i fou executat el 16 d'agost de 1282. El va succeir el seu germà Baha al-Din Ismail.